# Helmsange
Helmsange (luxembourgeois : Helsem, allemand : Helmsingen) est une section de la commune luxembourgeoise de Walferdange située dans le canton de Luxembourg.

## Histoire
Avant le 1er janvier 1851, Helmsange faisait partie de la commune de Steinsel.